# Kūčios

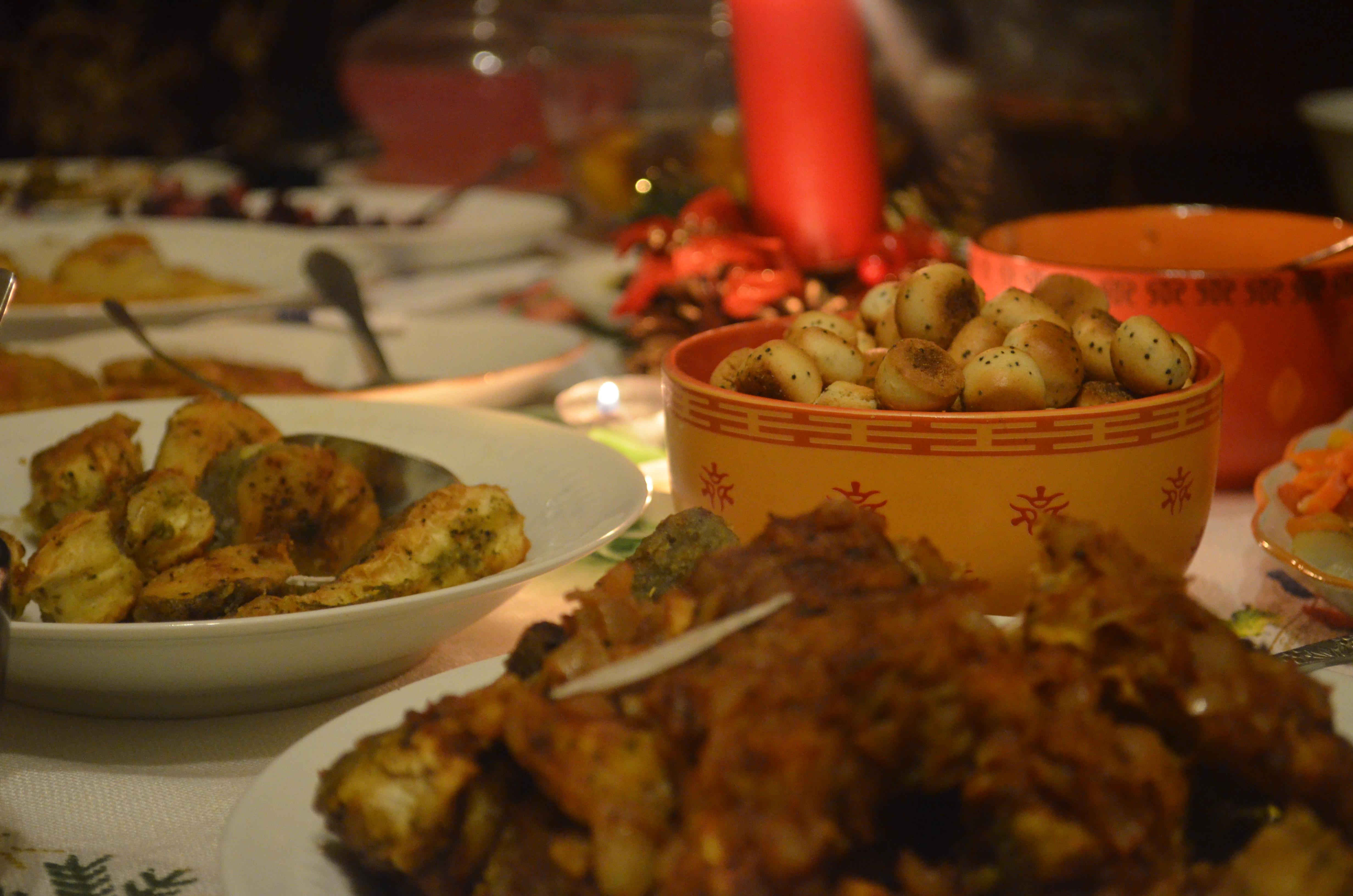
Tavola della vigilia di Natale lituana.

Kūčios (o Kūtės in dialetto samogito) è la tradizionale cena della vigilia di Natale in Lituania, che si tiene il 24 dicembre. Questo pasto è un'occasione familiare che include molte tradizioni di origine sia pagana che cristiana.

## Preparazione
La preparazione per Kūčios è un evento che dura tutto il giorno, anche se in alcune comunità i preparativi possono iniziare fino a una settimana prima. Alla vigilia di Natale, l'intera casa deve essere pulita e tutti coloro che la frequentano devono lavarsi e vestirsi con abiti puliti prima del pasto serale. Prima di riunirsi al tavolo, ognuno fa pace con i vicini e perdona i propri litiganti. Vengono preparati i dodici piatti per la cena e durante la giornata il pasto per il primo giorno di Natale.
Sebbene il digiuno ufficiale non esista più, la maggior parte dei lituani si astiene dal mangiare carne alla vigilia di Natale per preservare la tradizione. Indipendentemente da ciò che si consuma durante la giornata, è di vitale importanza che il cenone della vigilia di Natale non preveda pietanze a base di carne perché allora non si chiamerebbe più Kūčios ma un normale pasto preparato per una qualsiasi altra sera.
Per il cenone della Vigilia la tavola è preparata in modo diverso. Una manciata di fieno fine viene sparsa uniformemente sulla tavola per ricordare che Gesù nacque in una stalla e depose in una mangiatoia sul fieno. La tavola viene poi coperta con una tovaglia candida, apparecchiata con piatti e decorata con i simboli della forza vitale, che sostiene il mondo umano secondo le credenze pagane. Questi includono rami di abete, candele e un fascio di segale non trebbiata, che le famiglie pagane legavano tradizionalmente attorno ai loro meli il giorno successivo. I fiori vivi non sono adatti alla tavola, in particolare le stelle di Natale che sono comuni anche in altri paesi durante il periodo natalizio.

## Cena
Tradizionalmente, la cena inizia quando la prima stella appare nel cielo, anche se questa non è più una pratica comune. L'attesa che la stella appaia nel cielo simboleggia la stella di Betlemme che condusse i pastori a Betlemme. Invece, la stella in Lituania conduce i membri della famiglia a tavola per la cena. Se è una notte nuvolosa, il pasto serale inizia quando il capofamiglia annuncia che è ora di mangiare. In ogni caso, il pasto di solito inizia tra le sei e le sette.

### Numero delle pietanze
La ragione per cui ci sono dodici piatti separati varia tra credenze pagane e cristiane. I pagani praticavano Kūčios tradizionalmente con nove cibi diversi, perché c'erano nove mesi all'anno secondo il calendario antico. Secondo la tradizione alternativa, i tredici diversi piatti rappresentavano i tredici mesi lunari dell'anno. Tuttavia, sotto l'influenza del calendario solare, il numero è cambiato in dodici. I cristiani hanno credenze diverse ma non è difficile vedere come le credenze pagane avrebbero potuto essere adattate da missionari o monaci. Per i cristiani, i dodici diversi piatti serviti sulla tavola rappresentano i dodici apostoli di Gesù.

### Alimenti

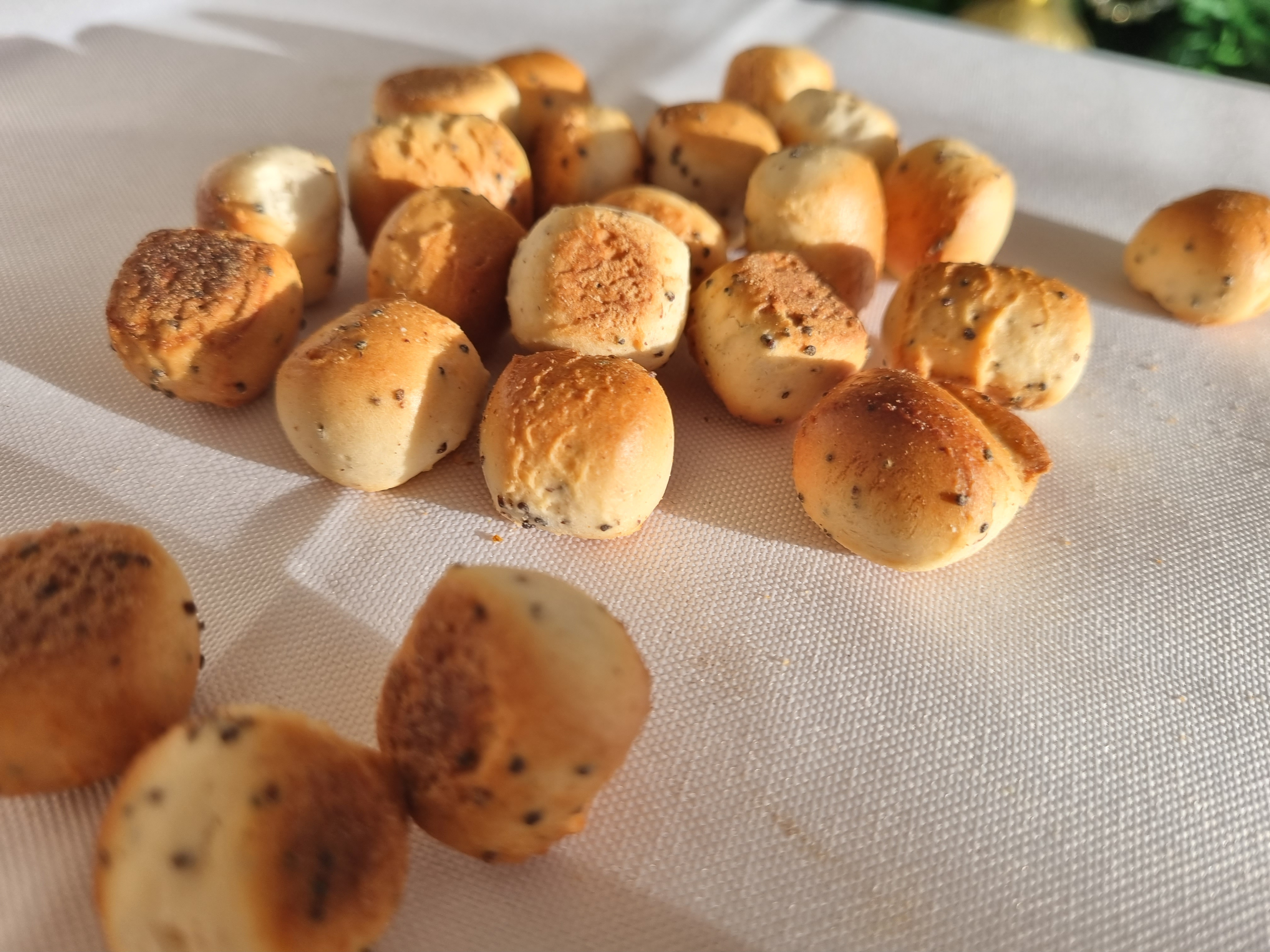
I Kūčiukai non ancora inzuppati nel latte di semi di papavero.

La cena è composta da piatti molto specifici, e non deve contenere carne, latticini, pesce costoso o cibi caldi. I piatti tipici sono il pesce, le verdure, la frutta e il pane.
L'aringa è molto frequente e viene servita con diverse salse, che possono essere a base di pomodoro, funghi o cipolla. Anche l'anguilla europea affumicata è un piatto comune. Altre pietanze comuni includono patate bollite o al forno, kissel ai mirtilli rossi, crauti cotti, funghi, kūčiukaio šližikai (biscotti duri della grandezza di un boccone) con agounų pienas o aguonpienis (un latte di semi di papavero), budino di mirtilli rossi e pane multicereali con miele e margarina.
Secondo gli etnologi, il Kūčiukai è la forma arcaica del pane rituale, cioè destinato alle anime. Sono così piccoli perché le anime non hanno corpi materiali; la loro abbondanza è dovuta al fatto che esiste un gran numero di anime.
Tutto ciò che viene servito durante il pasto dovrebbe essere preparato con ingredienti disponibili in Lituania durante l'inverno. Questo perché le persone il cui stile di vita ha prodotto le tradizioni di Kūčios si sono accontentate del cibo preparato in estate e in autunno: essiccato, in salamoia e altrimenti conservato per l'inverno. Il pasto è tradizionalmente servito con acqua, sidro fatto in casa o succo di frutta.

### Seguito
Dopo il pasto, tutti si alzano da tavola per andare a dormire o per la messa di mezzanotte. Il cibo viene lasciato riposare tutta la notte. Si ritiene che gli spiriti dei parenti o dei cari defunti visiteranno la casa durante la notte e la tavola apparecchiata con il cibo li farebbe sentire i benvenuti. Si credeva che il bambino Gesù permettesse alle anime di tutti i defunti di tornare sulla terra per visitare le loro famiglie.